# در قلمرو احساسات
در قلمرو احساسات (انگلیسی: In the Realm of the Senses) فیلمی در ژانر درام، رمانتیک و هنری به کارگردانی ناگیسا اوشیما است که در سال ۱۹۷۶ منتشر شد. از بازیگران آن می‌توان به تاتسویا فوجی اشاره کرد. این فیلم، بر اساس داستان زندگی سادا آبه و رابطه او با معشوق خود در ۱۹۳۶، ساخته شده است. در این فیلم، صحنه‌های جنسی به صورت صریح و بی‌پرده نمایش داده شده‌اند و روابط جنسی بازیگران آن، به صورت نمایش آمیزش جنسی شبیه‌سازی نشده بوده است. فیلم در زمان اکرانش، به مشاجرههای زیادی دامن زد. چراکه جریان اصلی به انتشار گسترده فیلم پرداخت.
این فیلم در سال ۲۰۰۰ با نام در قلمرو هوس و به‌صورت دی‌وی‌دی منتشر شد.فیلم نماینده ژاپن در بخش بهترین فیلم خارجی‌زبان اسکار پنجاه‌ویکم بود اما نامزدی‌اش پذیرفته نشد. فیلم در سی‌ویکمین دوره جشنواره فیلم کن شرکت کرد و برنده جایزه بهترین کارگردانی شد.

## داستان فیلم
این فیلم، بر اساس داستان زندگی سادا آبه و رابطه او با معشوق خود در ۱۹۳۶، ساخته شده است. آبه در پی بیماری همسرش و نیاز به درمان، روی به کار تنفروشی می آورد. اما در حقیقت او به اختلال روانی و تعدد رابطه مبتلاست. ارباب "کیجی سان" عاشق آبه می شود و با او ازدواج میکند. آبه حتی بعد از ازدواج هم به شغلش ادامه می دهد. ارتباط زیاد و در ملاء عام این دو بقدری زیاد است، که الباقی گیشا ها هم معترض شده و محل کارشان را ترک میکنند.حتی مشتریان آبه هم او را تنها میگذارند. آبه از ارباب درخواست میکند با کسی دیگر، رابطه برقرار نکند. ارباب در پی تعدد رابطه روز به روز ضعیف تر می شود و آبه برای تداوم رابطه و برانگیختگی کیجی سان از روش اختناق یا خفگی ساختگی استفاده میکند. ولی بالاخره روزی، آبه که دچار بیماری روحی است، به ارباب شک میکند و هنگام برقراری ارتباط، ارباب را خفه و او را اخته میکند. 